# Alojzy Hübner
Alojzy Hübner (ur. 27 października 1880 w Koślinku koło Tucholi, zm. 2 maja 1922 w Tucholi) – ksiądz katolicki, współzałożyciel polskich pallotynów.

## Życiorys
Ksiądz Alojzy Hübner urodził się w 1880 w Koślinku koło Tucholi w diecezji chełmińskiej.  Do pallotynów wstąpił w Masio we Włoszech. Studia filozoficzno-teologiczne odbył na Uniwersytecie Gregoriańskim w Rzymie. 
Ks. Hübner święcenia kapłańskie otrzymał 7 czerwca 1907.
Przez ks. Maksymiliana Kugelmanna, generała pallotynów, został przydzielony do pomocy ks. Alojzemu Majewskiemu w przeszczepianiu pallotynów na ziemie polskie. W 1908 został mistrzem nowicjatu w Antoniówce, a potem w Bochni. Obowiązki te pełnił przez dziewięć lat. 
W czasie I wojny światowej wraz z nowicjuszami zamieszkał w klasztorze benedyktyńskim w czeskiej Pradze. W czerwcu 1917 został wcielony do armii pruskiej jako kapelan i sanitariusz. 
W wojsku pruskim powierzono mu obowiązki kapelana w szpitalu wojskowym we Wrocławiu. Pomagał również w duszpasterstwie w samym mieście i okolicznych podwrocławskich parafiach. Tam odnowiła mu się gruźlica, na którą chorował w czasie seminaryjnym.
Ks. Alojzy Hübner zmarł na gruźlicę płuc w Tucholi w wieku 42 lat. Po ekshumacji, jego ciało spoczęło na cmentarzu pallotyńskim w Wadowicach.  